# Antonella Falcione
María Antonella Falcione (* 28. Januar 1991 in Villa Carlos Paz) ist eine argentinische Squashspielerin.

## Karriere
Antonella Falcione spielte von 2007 bis 2015 auf der PSA World Tour und gewann auf dieser einen Titel. Ihre höchste Platzierung in der Weltrangliste erreichte sie mit Rang 65 im Juli 2014. Mit der argentinischen Nationalmannschaft nahm sie 2012 an der Weltmeisterschaft teil. 2016 und 2017 wurde sie mit Gonzalo Miranda jeweils Panamerikameisterin im Mixed. Bei Südamerikaspielen sicherte sie sich insgesamt sechs Medaillen. 2010 wurde sie im Einzel und mit der Mannschaft Dritte sowie im Doppel und Mixed Zweite. 2018 folgten zwei weitere Silbermedaillen im Mixed und im Mannschaftswettbewerb.

## Erfolge
- Panamerikameister im Mixed: 2016 und 2017 (mit Gonzalo Miranda)
- Gewonnene WSA-Titel: 1
- Südamerikaspiele: 5 × Silber (Doppel und Mixed 2010, Mixed und Mannschaft 2018, Mannschaft 2022), 3 × Bronze (Einzel und Mannschaft 2010, Mixed 2022)